# Hubert von Goisern – Brenna tuat’s schon lang
Hubert von Goisern – Brenna tuat’s schon lang ist ein deutsch-österreichischer Dokumentarfilm von Marcus H. Rosenmüller aus dem Jahr 2015, der den österreichischen Musiker Hubert von Goisern porträtiert. Der Kinostart in Deutschland war am 23. April 2015, der Film erreichte dort insgesamt etwa 46.000 Zuschauer.

## Inhalt
Der Film porträtiert den Künstler und zeigt ausgewählte Stationen seiner Karriere als Musiker. Marcus H. Rosenmüller hat dazu ausgewähltes Archivmaterial aus den ersten 25 Jahren von Goiserns Karriere mit einem auf dem Hallstätter See geführten Interview verbunden.

## Kritiken
Die Süddeutsche Zeitung veröffentlichte am 22. April 2015 zwei sehr gegensätzliche Kritiken. Zum einen heißt es, Rosenmüller schaffe „mit einer exzellenten, stimmungsvollen Montage von Archivmaterial und aufschlussreichen Interview-Sequenzen eine mitreißende Hommage“. Zum anderen wurde kritisiert, dass die „Kapitel des großen Durchbruchs, der Alpinkatzen-Erfolge, der Weltreisen und der Weltmusik-Begegnungen“ nur „oberflächlich durcheilt“ würden. Zudem wurde bedauert, dass „Goisern seine Philosophie der 'Volksmusikerneuerung' nirgendwo“ vertiefe und „keiner der musikalischen Mitstreiter zu Wort“ komme. Stattdessen seien nur „Management-Stimmen“ zu hören, sodass es am Ende „nur mehr um glattgebügelte Imagepflege“ gehe.
Sonstige Pressemeldungen sind überwiegend positiv und bescheinigen dem Film sowohl inhaltliche Tiefe als auch einen großen Unterhaltungswert. So schrieb Der Tagesspiegel, Rosenmüller gelinge es durch „parallel montierte Konzertmitschnitte, die stupende Musikalität des Multiinstrumentalisten Hubert von Goisern spürbar zu machen“.

## Auszeichnungen
- 2016: Romy in der Kategorie Beste Dokumentation Kino[7]